# 久保慶悟
久保 慶悟（くぼ けいご、1996年10月24日 - ）は、宮崎県出身のハンドボール選手。日本ハンドボールリーグのゴールデンウルヴス福岡所属。

## 経歴
宮崎県立小林秀峰高等学校時代は2014年の全国高等学校総合体育大会ハンドボール競技大会（インターハイ）で優秀選手に選ばれた。
高校卒業後は福岡大学へ進学。2016年は福岡県学生ハンドボール新人戦で新人賞を受賞した。
2018年は第27回九州学生ハンドボールリーグ春季大会で最優秀選手に選出。秋季大会では優秀選手に選ばれた。西日本学生ハンドボール選手権大会ではベストセブンに選出され、全日本学生ハンドボール選手権大会（インカレ）では準優勝に貢献し、特別賞を受賞した。
2019年に日本ハンドボールリーグのゴールデンウルヴス福岡へトライアウトを経て加入。

## 詳細情報

### 記録

#### 日本ハンドボールリーグ
- フィールドゴール初得点：2019年7月15日、対大崎電気戦（グローバルアリーナ）[8]

### 背番号
- 3 (2019年 - )